# Зугдиди
Зугдиди (груз. ზუგდიდი) је град у Грузији и главни град регије Мегрелија-Горња Сванетија. Налази се 30 km од Црног мора. Према процени из 2014. у граду је живело 42.998 становника.

## Становништво
Према процени, у граду је 2014. живело 42.998 становника.
| 1989.  | 2002.  | 2014.  |
| ------ | ------ | ------ |
| 50.022 | 68.558 | 42.998 |